# Antwerp FC in het seizoen 2008/09
Dit artikel beschrijft de prestaties van de Belgische voetbalclub Antwerp FC in het seizoen 2008-09. De club trad in dit seizoen aan in de tweede klasse van het Belgisch voetbal.

## Kern 2008-09
- Hoofdcoach:  Ratko Svilar
- Assistent-coach: -

| Nr. |                    | Positie | Speler            |  |
| --- | ------------------ | ------- | ----------------- |  |
|     | Vlag van Servië    | DM      | Predrag Ristovic  |  |
|     | Vlag van België    | DM      | Kevin Wauthy      |  |
|     | Vlag van België    | DM      | Vincent Van Trier |  |
|     | Vlag van Nederland | V       | Roel van Hemert   |  |
|     | Vlag van Ghana     | V       | Ransford Addo     |  |
|     | Vlag van België    | V       | Matthias Trenson  |  |
|     | Vlag van Nederland | V       | Ray Fränkel       |  |
|     | Vlag van België    | V       | Bart De Corte     |  |
|     | Vlag van België    | V       | Philippe Fostier  |  |
|     | Vlag van België    | M       | Spencer Verbiest  |  |
|     | Vlag van Servië    | M       | Slobodan Slović   |  |
|     | Vlag van België    | M       | Franky Pelgrims   |  |

| Nr. |                     | Positie | Speler            |
| --- | ------------------- | ------- | ----------------- |
|     | Vlag van Servië     | M       | Ivan Vukomanović  |
|     | Vlag van België     | M       | Bas Vervaeke      |
|     | Vlag van Argentinië | M       | Sebastián Setti   |
|     | Vlag van Frankrijk  | M       | Marco Gbarssin    |
|     | Vlag van Servië     | M       | Žarko Jeličić     |
|     | Vlag van Nederland  | M       | Emmerik De Vriese |
|     | Vlag van België     | M       | Kevin Baert       |
|     | Vlag van Kameroen   | A       | Emmanuel Kenmogne |
|     | Vlag van Zweden     | A       | Darko Lukanović   |
|     | Vlag van Servië     | A       | Darko Pivaljević  |
|     | Vlag van Marokko    | A       | Hakim Bouchouari  |
|     | Vlag van Frankrijk  | A       | Adamo Coulibaly   |

## Transfers 2008-09
| - Hakim Bouchouari (FCN Sint-Niklaas) - Francesco Carratta (Sint-Truidense VV) - Adamo Coulibaly (Sint-Truidense VV) - Bart De Corte (jeugdopleiding Antwerp FC) - Emmerik De Vriese (BV Veendam) - Matias Fondato (Ionikos) - Sebastián Setti (Club Guaraní) - Slobodan Slović (Cercle Brugge) - Kiko Insa Bohigues (Elche CF) - Milan Stavric (Radnicki Pirot) - Vincent Van Trier (KVC Willebroek-Meerhof) - Bas Vervaeke (KV Kortrijk) - Ivan Vukomanović (KSC Lokeren Oost-Vlaanderen) | - Kiko Insa Bohigues (contract ontbonden) - Hakim Bouchouari (contract ontbonden) - Francesco Carratta (contract ontbonden) - Bobsam Elejiko (einde contract) - Matias Fondato (contract ontbonden) - David Geeroms (???) - Stavros Glouftsis (KVC Willebroek-Meerhof) - Kirk Hilton (einde contract) - Souleymane Mamam (einde contract) - Luciano Olguin (KSK Beveren) - Sergej Ostapenko (einde leen) - Richie Ryan (einde contract) - Milan Stavric (RS Waasland) - Jochem Tanghe (KVC Willebroek-Meerhof) - Sasha Verveckken (Berchem Sport) - Maxim Zhalmagambetov (einde leen) |

## Voorbereidingswedstrijden
|                     |                   |                  |                    |                                                              |
| 12 juli 2008 19.00u | Wijnegem VC       | 1-1              | Antwerp FC         | Kasteellei Toeschouwers: 1053 Scheidsrechter: Steve De Greef |
| 12 juli 2008 19.00u | 72' Barry De Ryck | Wedstrijdverslag | 84' Marco Gbarssin | Kasteellei Toeschouwers: 1053 Scheidsrechter: Steve De Greef |

|                     |                  |     |            |                                                                     |
| 16 juli 2008 19.30u | Berchem Sport    | 0-0 | Antwerp FC | Ludo Coeckstadion Toeschouwers: 1206 Scheidsrechter: Geert Michiels |
| 16 juli 2008 19.30u | Wedstrijdverslag |     |            | Ludo Coeckstadion Toeschouwers: 1206 Scheidsrechter: Geert Michiels |

|                     |                     |                  | |                                                        |
| 19 juli 2008 19.00u | Wuustwezel FC       | 1-6              | Antwerp FC | Kattegat Toeschouwers: 856 Scheidsrechter: Tom Piscaer |
| 19 juli 2008 19.00u | 62' Tristan Dermaut | Wedstrijdverslag | 44' Darko Pivaljević 47' Darko Lukanović 70' David Geeroms 75' Kevin Baert 79' Emmerik De Vriese 81' Milan Stavric | Kattegat Toeschouwers: 856 Scheidsrechter: Tom Piscaer |

|                     |             |                  |                                                                                       |                                                            |
| 21 juli 2008 19.00u | Gooreind VV | 0-5              | Antwerp FC                                                                            | Eikendreef Toeschouwers: 900 Scheidsrechter: Paul Verheyen |
| 21 juli 2008 19.00u |             | Wedstrijdverslag | 7' Emmanuel Kenmogne 37', 44' Darko Lukanović 47' Emmerik De Vriese 52' Ransford Addo | Eikendreef Toeschouwers: 900 Scheidsrechter: Paul Verheyen |

|                     |              |                  |                                      |                                                                        |
| 23 juli 2008 19.30u | Cappellen FC | 0-2              | Antwerp FC                           | Jos Van Wellenstadion Toeschouwers: 1407 Scheidsrechter: Koen De Bruyn |
| 23 juli 2008 19.30u |              | Wedstrijdverslag | 5' Darko Lukanović 83' Milan Stavric | Jos Van Wellenstadion Toeschouwers: 1407 Scheidsrechter: Koen De Bruyn |

|                     |            |                  |                                                         |                                                             |
| 26 juli 2008 19.00u | Antonia FC | 0-5              | Antwerp FC                                              | Bethaniëlei Toeschouwers: 1056 Scheidsrechter: Bart Jennart |
| 26 juli 2008 19.00u |            | Wedstrijdverslag | 4', 48' Darko Lukanović 56', 62', 65' Emmanuel Kenmogne | Bethaniëlei Toeschouwers: 1056 Scheidsrechter: Bart Jennart |

|                        |                 |                  |                                             |                                                        |
| 1 augustus 2008 20.45u | Bristol City FC | 4-0              | Antwerp FC                                  | Ashton Gate Toeschouwers: 3507 Scheidsrechter: G. Ward |
| 1 augustus 2008 20.45u |                 | Wedstrijdverslag | 17', 45', 47' Nicky Maynard 89' Lee Trundle | Ashton Gate Toeschouwers: 3507 Scheidsrechter: G. Ward |

|                        |                    |                  |                                           |                                                                |
| 5 augustus 2008 19.30u | Antwerp FC         | 1-2              | Cercle Brugge                             | Bosuilstadion Toeschouwers: 4750 Scheidsrechter: Nico Korthout |
| 5 augustus 2008 19.30u | 3' Darko Lukanović | Wedstrijdverslag | 50' Bram Vandenbussche 69' Honour Gombami | Bosuilstadion Toeschouwers: 4750 Scheidsrechter: Nico Korthout |

|                         |                                             |                  |                     |                                                                                       |
| 21 augustus 2008 19.00u | FCN Sint-Niklaas                            | 2-1              | Antwerp FC          | Stedelijk Sportcentrum Meesterstraat Toeschouwers: 750 Scheidsrechter: Bart Vertenten |
| 21 augustus 2008 19.00u | 44' Daniel De Oliveira 52' Mohamed Belfassi | Wedstrijdverslag | 25' Darko Lukanović | Stedelijk Sportcentrum Meesterstraat Toeschouwers: 750 Scheidsrechter: Bart Vertenten |

|                        |                                           |                  |                                        |                                                |
| 25 oktober 2008 14.00u | Antwerp FC                                | 2-2              | Footballeurs sans frontières           | Kasteellei Toeschouwers: 350 Scheidsrechter: / |
| 25 oktober 2008 14.00u | 69' Adamo Coulibaly 78' Emmerik De Vriese | Wedstrijdverslag | 3' Ousmane Coulibaly 44' Walmer Mendes | Kasteellei Toeschouwers: 350 Scheidsrechter: / |

## Exqi League 2008-09
|                         |                                                               |                  |           |                                                                  |
| 13 augustus 2008 20.00u | Antwerp FC                                                    | 3-0              | KAS Eupen | Bosuilstadion Toeschouwers: 6.750 Scheidsrechter: Karim Saadouni |
| 13 augustus 2008 20.00u | 7' Sebastián Setti 77' Emmanuel Kenmogne 83' Darko Pivaljević | Wedstrijdverslag |           | Bosuilstadion Toeschouwers: 6.750 Scheidsrechter: Karim Saadouni |

|                         |                             |                  |                      |                                                                             |
| 27 augustus 2008 20.00u | KVSK United Overpelt-Lommel | 1-1              | Antwerp FC           | Stedelijk sportstadion Toeschouwers: 3.007 Scheidsrechter: Christof Dierick |
| 27 augustus 2008 20.00u | 12' Robby Vandeweyer        | Wedstrijdverslag | 60' Darko Pivaljević | Stedelijk sportstadion Toeschouwers: 3.007 Scheidsrechter: Christof Dierick |

|                         |                  |     |              |                                                                |
| 31 augustus 2008 15.00u | Antwerp FC       | 0-0 | K. Lierse SK | Bosuilstadion Toeschouwers: 10.000 Scheidsrechter: Gerd Bylois |
| 31 augustus 2008 15.00u | Wedstrijdverslag |     |              | Bosuilstadion Toeschouwers: 10.000 Scheidsrechter: Gerd Bylois |

|                         |                      |                  |            |                                                                           |
| 7 september 2008 15.00u | KSK Ronse            | 2-0              | Antwerp FC | Orphale Cruckestadion Toeschouwers: 1.506 Scheidsrechter: Philip Vermeire |
| 7 september 2008 15.00u | 54', 94' Jelle Delie | Wedstrijdverslag |            | Orphale Cruckestadion Toeschouwers: 1.506 Scheidsrechter: Philip Vermeire |

|                          |                      |                  |                                        |                                                                        |
| 14 september 2008 15.00u | Antwerp FC           | 1-2              | Sint-Truidense VV                      | Bosuilstadion Toeschouwers: 8.000 Scheidsrechter: Sébastien Delferière |
| 14 september 2008 15.00u | 25' Darko Pivaljević | Wedstrijdverslag | 27' Jonathan Wilmet 80' Ibrahim Sidibe | Bosuilstadion Toeschouwers: 8.000 Scheidsrechter: Sébastien Delferière |

|                          |                    |                  |            |                                                                  |
| 20 september 2008 20.00u | KSK Beveren        | 1-0              | Antwerp FC | Freethiel Toeschouwers: 5.500 Scheidsrechter: Christophe Hemberg |
| 20 september 2008 20.00u | 65' Luciano Olguin | Wedstrijdverslag |            | Freethiel Toeschouwers: 5.500 Scheidsrechter: Christophe Hemberg |

|                          |                                                                                     |                  |                   |                                                                  |
| 27 september 2008 20.00u | Antwerp FC                                                                          | 5-1              | FC Brussels       | Bosuilstadion Toeschouwers: 4.505 Scheidsrechter: Jan Busschaert |
| 27 september 2008 20.00u | 5' Darko Pivaljević 9', 59' Žarko Jeličić 36' Emmanuel Kenmogne 87' Darko Lukanović | Wedstrijdverslag | 25' Moussa Sanogo | Bosuilstadion Toeschouwers: 4.505 Scheidsrechter: Jan Busschaert |

|                       |           |                  |                                       |                                                                       |
| 4 oktober 2008 20.00u | RE Virton | 0-2              | Antwerp FC                            | Stade Yvan Georges Toeschouwers: 3.505 Scheidsrechter: Stéphane Breda |
| 4 oktober 2008 20.00u |           | Wedstrijdverslag | 44' Sebastián Setti 76' Žarko Jeličić | Stade Yvan Georges Toeschouwers: 3.505 Scheidsrechter: Stéphane Breda |

|                        |                      |                  |                             |                                                                  |
| 12 oktober 2008 15.00u | Antwerp FC           | 1-0              | ROC de Charleroi-Marchienne | Bosuilstadion Toeschouwers: 6.750 Scheidsrechter: Danny Makkelie |
| 12 oktober 2008 15.00u | 36' Hakim Bouchouari | Wedstrijdverslag |                             | Bosuilstadion Toeschouwers: 6.750 Scheidsrechter: Danny Makkelie |

|                        |                     |                  |                                        |                                                                   |
| 19 oktober 2008 15.00u | Oud-Heverlee Leuven | 0-2              | Antwerp FC                             | Stadion Den Dreef Toeschouwers: 6.000 Scheidsrechter: Gerd Bylois |
| 19 oktober 2008 15.00u |                     | Wedstrijdverslag | 63' Emmanuel Kenmogne 90' Bas Vervaeke | Stadion Den Dreef Toeschouwers: 6.000 Scheidsrechter: Gerd Bylois |

|                        |                                                |                  |                                               |                                                                                         |
| 2 november 2008 15.00u | KFC VW Hamme                                   | 2-3              | Antwerp FC                                    | Gemeentelijk Stadion Vigor Wuitens Hamme Toeschouwers: 3.757 Scheidsrechter: Yves Muyle |
| 2 november 2008 15.00u | 27' Jorrit D'Haeseleer 52' Koen Van Der Heyden | Wedstrijdverslag | 2' Adamo Coulibaly 60', 78' Emmanuel Kenmogne | Gemeentelijk Stadion Vigor Wuitens Hamme Toeschouwers: 3.757 Scheidsrechter: Yves Muyle |

|                        |                   |                  |                       |                                                                    |
| 9 november 2008 15.00u | RFC de Liège      | 1-1              | Antwerp FC            | Stade du Pairay Toeschouwers: 4.000 Scheidsrechter: Jan Busschaert |
| 9 november 2008 15.00u | 47' Laurent Gomez | Wedstrijdverslag | 65' Emmerik De Vriese | Stade du Pairay Toeschouwers: 4.000 Scheidsrechter: Jan Busschaert |

|                         |                                                               |                  |                      |                                                            |
| 15 november 2008 20.00u | Antwerp FC                                                    | 3-0              | KV Red Star Waasland | Bosuilstadion Toeschouwers: 7.557 Scheidsrechter: Wim Smet |
| 15 november 2008 20.00u | 25' Marco Gbarssin 51' Darko Pivaljević 56' Emmanuel Kenmogne | Wedstrijdverslag |                      | Bosuilstadion Toeschouwers: 7.557 Scheidsrechter: Wim Smet |

|                         |                                              |                  |                     |                                                                        |
| 23 november 2008 15.00u | KV Oostende                                  | 2-1              | Antwerp FC          | Albertparkstadion Toeschouwers: 4.756 Scheidsrechter: Frederik Geldhof |
| 23 november 2008 15.00u | 47' Benjamin Mokulu Tembe 77' Marc-Eric Guei | Wedstrijdverslag | 25' Slobodan Slović | Albertparkstadion Toeschouwers: 4.756 Scheidsrechter: Frederik Geldhof |

|                         |                                                                              |                  |          |                                                                     |
| 29 november 2008 20.00u | Antwerp FC                                                                   | 4-0              | UR Namur | Bosuilstadion Toeschouwers: 5.546 Scheidsrechter: Alexandre Boucaut |
| 29 november 2008 20.00u | 14', 83' Emmanuel Kenmogne 52' Jérôme Regnier (own-goal) 79' Slobodan Slović | Wedstrijdverslag |          | Bosuilstadion Toeschouwers: 5.546 Scheidsrechter: Alexandre Boucaut |

|                        |                                       |                  |                       |                                                                    |
| 6 december 2008 20.00u | RFC Tournai                           | 2-1              | Antwerp FC            | Stade Luc Varenne Toeschouwers: 3.707 Scheidsrechter: Kenny Snoeck |
| 6 december 2008 20.00u | 23' Tony Di Tullio 83' Michael Seoudi | Wedstrijdverslag | 49' Emmanuel Kenmogne | Stade Luc Varenne Toeschouwers: 3.707 Scheidsrechter: Kenny Snoeck |

|                         |                                                                  |                  |                      |                                                                   |
| 13 december 2008 20.00u | Antwerp FC                                                       | 4-1              | KMSK Deinze          | Bosuilstadion Toeschouwers: 6.750 Scheidsrechter: Stephane Gleton |
| 13 december 2008 20.00u | 36' Žarko Jeličić 43', 68' Darko Lukanović 85' Emmanuel Kenmogne | Wedstrijdverslag | 83' Matthijs Blancke | Bosuilstadion Toeschouwers: 6.750 Scheidsrechter: Stephane Gleton |

|                         |                                   |                  |                            |                                                                |
| 21 december 2008 15.00u | KVK Tienen                        | 2-2              | Antwerp FC                 | Bergéstadion Toeschouwers: 3.756 Scheidsrechter: Gunter Boelen |
| 21 december 2008 15.00u | 7' Ive Thijs 10' Sébastien Dufoor | Wedstrijdverslag | 63', 72' Emmanuel Kenmogne | Bergéstadion Toeschouwers: 3.756 Scheidsrechter: Gunter Boelen |

|                         |                  |     |            |                                                                    |
| 27 december 2008 20.00u | KAS Eupen        | 0-0 | Antwerp FC | Kehrweg Stadion Toeschouwers: 2.750 Scheidsrechter: Koen Verlinden |
| 27 december 2008 20.00u | Wedstrijdverslag |     |            | Kehrweg Stadion Toeschouwers: 2.750 Scheidsrechter: Koen Verlinden |

|                        |                                                              |                  |                       |                                                                                 |
| 17 januari 2009 20.00u | K. Lierse SK                                                 | 4-1              | Antwerp FC            | Herman Vanderpoortenstadion Toeschouwers: 10.636 Scheidsrechter: Serge Gumienny |
| 17 januari 2009 20.00u | 12' Garry De Graef 66', 74' Ahmed Samir 82' Tomasz Radzinski | Wedstrijdverslag | 48' Emmanuel Kenmogne | Herman Vanderpoortenstadion Toeschouwers: 10.636 Scheidsrechter: Serge Gumienny |

|                        |                            |                  |                           |                                                                    |
| 24 januari 2009 20.00u | Antwerp FC                 | 2-1              | KSK Ronse                 | Bosuilstadion Toeschouwers: 5.250 Scheidsrechter: Christof Dierick |
| 24 januari 2009 20.00u | 66', 92' Emmanuel Kenmogne | Wedstrijdverslag | 24' Gregory Lino Ferreira | Bosuilstadion Toeschouwers: 5.250 Scheidsrechter: Christof Dierick |

|                        |                   |     |            |                                                          |
| 31 januari 2009 20.00u | Sint-Truidense VV | 0-0 | Antwerp FC | Staaien Toeschouwers: 7.903 Scheidsrechter: Gaetan Simon |
| 31 januari 2009 20.00u | Wedstrijdverslag  |     |            | Staaien Toeschouwers: 7.903 Scheidsrechter: Gaetan Simon |

|                        |            |                  |                         |                                                                 |
| 7 februari 2009 20.00u | Antwerp FC | 0-1              | KSK Beveren             | Bosuilstadion Toeschouwers: 6.508 Scheidsrechter: Paul Allaerts |
| 7 februari 2009 20.00u |            | Wedstrijdverslag | 39' Jeffrey Rentmeister | Bosuilstadion Toeschouwers: 6.508 Scheidsrechter: Paul Allaerts |

|                         |                          |                  |            |                                                                        |
| 15 februari 2009 14.30u | FC Brussels              | 1-0              | Antwerp FC | Edmond Machtensstadion Toeschouwers: 3.255 Scheidsrechter: Luc Wouters |
| 15 februari 2009 14.30u | 73' Flavien Le Postollec | Wedstrijdverslag |            | Edmond Machtensstadion Toeschouwers: 3.255 Scheidsrechter: Luc Wouters |

|                         |                     |                  |                                      |                                                            |
| 18 februari 2009 20.00u | Antwerp FC          | 1-2              | KVSK United Overpelt-Lommel          | Bosuilstadion Toeschouwers: 3.756 Scheidsrechter: Guy Stas |
| 18 februari 2009 20.00u | 32' Adamo Coulibaly | Wedstrijdverslag | 17' Jeroen Ketting 66' Davy Brouwers | Bosuilstadion Toeschouwers: 3.756 Scheidsrechter: Guy Stas |

|                         |                                        |                  |                         |                                                                |
| 21 februari 2009 20.00u | Antwerp FC                             | 2-1              | RE Virton               | Bosuilstadion Toeschouwers: 4.009 Scheidsrechter: Kenny Snoeck |
| 21 februari 2009 20.00u | 51' Žarko Jeličić 88' Darko Pivaljević | Wedstrijdverslag | 89' Stéphane Vandesande | Bosuilstadion Toeschouwers: 4.009 Scheidsrechter: Kenny Snoeck |

|                     |                             |     |            |                                                                         |
| 1 maart 2009 15.00u | ROC de Charleroi-Marchienne | 0-0 | Antwerp FC | Stade de la Neuville Toeschouwers: 2.759 Scheidsrechter: Gino De Belder |
| 1 maart 2009 15.00u | Wedstrijdverslag            |     |            | Stade de la Neuville Toeschouwers: 2.759 Scheidsrechter: Gino De Belder |

|                     |                      |                  |                     |                                                               |
| 7 maart 2009 20.00u | Antwerp FC           | 1-1              | Oud-Heverlee Leuven | Bosuilstadion Toeschouwers: 4.575 Scheidsrechter: Jimmy Verhe |
| 7 maart 2009 20.00u | 64' Darko Pivaljević | Wedstrijdverslag | 72' Joeri Vastmans  | Bosuilstadion Toeschouwers: 4.575 Scheidsrechter: Jimmy Verhe |

|                      |                       |                  |              |                                                                  |
| 21 maart 2009 20.00u | Antwerp FC            | 1-0              | KFC VW Hamme | Bosuilstadion Toeschouwers: 5.255 Scheidsrechter: Stéphane Breda |
| 21 maart 2009 20.00u | 54' Emmanuel Kenmogne | Wedstrijdverslag |              | Bosuilstadion Toeschouwers: 5.255 Scheidsrechter: Stéphane Breda |

|                      |                  |     |              |                                                              |
| 25 maart 2009 20.00u | Antwerp FC       | 0-0 | RFC de Liège | Bosuilstadion Toeschouwers: 3.959 Scheidsrechter: Yves Muyle |
| 25 maart 2009 20.00u | Wedstrijdverslag |     |              | Bosuilstadion Toeschouwers: 3.959 Scheidsrechter: Yves Muyle |

|                     |                      |                  |                     |                                                                |
| 1 april 2009 20.30u | KV Red Star Waasland | 1-1              | Antwerp FC          | Puyenbeke Toeschouwers: 2.207 Scheidsrechter: Frederik Geldhof |
| 1 april 2009 20.30u | 53' Dirk Mathyssen   | Wedstrijdverslag | 51' Roel Van Hemert | Puyenbeke Toeschouwers: 2.207 Scheidsrechter: Frederik Geldhof |

|                     |                                                             |                  |                               |                                                                   |
| 4 april 2009 20.00u | Antwerp FC                                                  | 3-1              | KV Oostende                   | Bosuilstadion Toeschouwers: 4.000 Scheidsrechter: Peter Vervecken |
| 4 april 2009 20.00u | 33' Marco Gbarssin 72' Darko Pivaljević 75' Sébastien Setti | Wedstrijdverslag | 80' Rudison Ferreira Nogueira | Bosuilstadion Toeschouwers: 4.000 Scheidsrechter: Peter Vervecken |

|                      |          |                  |                                             |                                                               |
| 12 april 2009 15.00u | UR Namur | 0-3              | Antwerp FC                                  | Stade Communal Toeschouwers: 1.290 Scheidsrechter: Yuro Cosco |
| 12 april 2009 15.00u |          | Wedstrijdverslag | 47', 72' Darko Pivaljević 88' Bas Vervaecke | Stade Communal Toeschouwers: 1.290 Scheidsrechter: Yuro Cosco |

|                      |                            |                             |                     |                                                                  |
| 18 april 2009 20.00u | Antwerp FC                 | 2-1                         | RFC Tournai         | Bosuilstadion Toeschouwers: 7.509 Scheidsrechter: Jan Busschaert |
| 18 april 2009 20.00u | 37', 68' Emmanuel Kenmogne | Wedstrijdverslag[dode link] | 85' Olivier Guilmot | Bosuilstadion Toeschouwers: 7.509 Scheidsrechter: Jan Busschaert |

|                      |                      |                             |                                               |                                                                                           |
| 26 april 2009 15.00u | KMSK Deinze          | 1-3                         | Antwerp FC                                    | Burgemeester Van de Wielestadion Toeschouwers: 1.659 Scheidsrechter: Sébastien Delferière |
| 26 april 2009 15.00u | 86' Xavier Deschacht | Wedstrijdverslag[dode link] | 4' Emmerik De Vriese 84', 88' Darko Lukanović | Burgemeester Van de Wielestadion Toeschouwers: 1.659 Scheidsrechter: Sébastien Delferière |

|                   |                                     |                             |            |                                                                       |
| 3 mei 2009 15.00u | Antwerp FC                          | 1-0                         | KVK Tienen | Bosuilstadion Toeschouwers: 5.211 Scheidsrechter: Christophe Delacour |
| 3 mei 2009 15.00u | 64' (own-goal)David Triantafillidis | Wedstrijdverslag[dode link] |            | Bosuilstadion Toeschouwers: 5.211 Scheidsrechter: Christophe Delacour |

## Eindronde

### Kwalificatie
|                   |                  |     |            |                                            |
| 9 mei 2009 20.00u | RFC Tournai      | 0-0 | Antwerp FC | Stade Luc Varenne Scheidsrechter: Tim Pots |
| 9 mei 2009 20.00u | Wedstrijdverslag |     |            | Stade Luc Varenne Scheidsrechter: Tim Pots |

|                    |                          |                             |             |                                                                    |
| 16 mei 2009 20.00u | Antwerp FC               | 2-0                         | RFC Tournai | Bosuilstadion Toeschouwers: 10.500 Scheidsrechter: Christof Virant |
| 16 mei 2009 20.00u | 2', 10' Darko Pivaljević | Wedstrijdverslag[dode link] |             | Bosuilstadion Toeschouwers: 10.500 Scheidsrechter: Christof Virant |

### Wedstrijden eindronde
- Antwerp FC - KSV Roeselare
  - 24 mei 2009: 1-3 Wedstrijdverslag[dode link]
  - 7 juni 2009: 2-4 Wedstrijdverslag[dode link]
- Antwerp FC - K. Lierse SK
  - 28 mei 2009: 0-0 Wedstrijdverslag[dode link]
  - 11 juni 2009: 1-1 Wedstrijdverslag[dode link]
- Antwerp FC - FCV Dender EH
  - 31 mei 2009: 0-2 Wedstrijdverslag[dode link]
  - 4 juni 2009: 2-1 Wedstrijdverslag[dode link]

### Eindstand
|  |   |               | P | W | G | V | +  | -  | DS | Ptn |
|  | - | ------------- | - | - | - | - | -- | -- | -- | --- |
|  | 1 | KSV Roeselare | 6 | 4 | 1 | 1 | 13 | 7  | 6  | 13  |
|  | 2 | FCV Dender EH | 6 | 2 | 2 | 2 | 8  | 7  | 1  | 8   |
|  | 1 | K. Lierse SK  | 6 | 1 | 3 | 2 | 5  | 7  | −2 | 6   |
|  | 2 | Antwerp FC    | 6 | 1 | 2 | 3 | 6  | 11 | −5 | 5   |

## Beker van België 2008-09
|                         |                     |                  |                                    |                                                                    |
| 17 augustus 2008 16.00u | Antwerp FC          | 1-2              | KSK Ronse                          | Bosuilstadion Toeschouwers: 4.150 Scheidsrechter: Philippe Flament |
| 17 augustus 2008 16.00u | 6' Darko Pivaljević | Wedstrijdverslag | 44' Jelle Delie 89' Sofiane Moumou | Bosuilstadion Toeschouwers: 4.150 Scheidsrechter: Philippe Flament |

## Eindstand
|   |    |                             | P  | W  | G  | V  | +  | -  | DS  | Ptn |
| - | -- | --------------------------- | -- | -- | -- | -- | -- | -- | --- | --- |
| K | 1  | Sint-Truidense VV           | 36 | 24 | 8  | 4  | 72 | 29 | 43  | 80  |
| E | 2  | K. Lierse SK                | 36 | 22 | 9  | 5  | 75 | 40 | 35  | 75  |
| E | 3  | Antwerp FC                  | 36 | 17 | 10 | 9  | 55 | 32 | 23  | 61  |
| E | 4  | KV Red Star Waasland        | 36 | 16 | 7  | 13 | 56 | 48 | 8   | 55  |
| E | 5  | RFC Tournai                 | 36 | 14 | 12 | 10 | 53 | 41 | 12  | 54  |
|   | 6  | KVK Tienen                  | 36 | 14 | 11 | 11 | 58 | 49 | 9   | 53  |
|   | 7  | KV Oostende                 | 36 | 13 | 14 | 9  | 54 | 51 | 3   | 53  |
|   | 8  | KSK Ronse                   | 36 | 15 | 7  | 14 | 54 | 52 | 2   | 52  |
|   | 9  | KVSK United Overpelt-Lommel | 36 | 14 | 9  | 13 | 48 | 38 | 10  | 51  |
|   | 10 | FC Brussels                 | 36 | 12 | 13 | 11 | 50 | 37 | 13  | 49  |
|   | 11 | RFC de Liège                | 36 | 11 | 15 | 10 | 49 | 48 | 1   | 48  |
|   | 12 | Oud-Heverlee Leuven         | 36 | 10 | 10 | 14 | 46 | 48 | −2  | 46  |
|   | 13 | KSK Beveren                 | 36 | 11 | 12 | 13 | 47 | 57 | −10 | 45  |
|   | 14 | KAS Eupen                   | 36 | 12 | 7  | 17 | 47 | 63 | −16 | 43  |
| E | 15 | ROC de Charleroi-Marchienne | 36 | 10 | 9  | 17 | 48 | 65 | −17 | 39  |
| E | 16 | RE Virton                   | 36 | 9  | 12 | 15 | 46 | 58 | −12 | 39  |
| E | 17 | KFC VW Hamme                | 36 | 9  | 9  | 18 | 48 | 64 | −16 | 36  |
| D | 18 | KMSK Deinze                 | 36 | 7  | 15 | 14 | 46 | 65 | −19 | 36  |
| D | 19 | UR Namur                    | 36 | 2  | 7  | 27 | 22 | 89 | −67 | 13  |

1895/96 · 1896/97 · 1897/98 · 1898/99 · 1899/00 · 1900/01 · 1901/02 · 1902/03 · 1903/04 · 1904/05 · 1905/06 · 1906/07 · 1907/08 · 1908/09 · 1909/10 · 1910/11 · 1911/12 · 1912/13 · 1913/14 · 1914/15 · 1915/16 · 1916/17 · 1917/18 · 1918/19 · 
1919/20 · 1920/21 · 1921/22 · 1922/23 · 1923/24 · 1924/25 · 1925/26 · 1926/27 · 1927/28 · 1928/29 · 1929/30 · 1930/31 · 1931/32 · 1932/33 · 1933/34 · 1934/35 · 1935/36 · 1936/37 · 1937/38 · 1938/39 · 1939/40 · 1940/41 · 1941/42 · 1942/43 · 1943/44 · 1944/45 · 1945/46 · 1946/47 · 1947/48 · 1948/49 · 1949/50 · 1950/51 · 1951/52 · 1952/53 · 1953/54 · 1954/55 · 1955/56 · 1956/57 · 1957/58 · 1958/59 · 1959/60 · 1960/61 · 1961/62 · 1962/63 · 1963/64 · 1964/65 · 1965/66 · 1966/67 · 1967/68 · 1968/69 · 1969/70 · 1970/71 · 1971/72 · 1972/73 · 1973/74 · 1974/75 · 1975/76 · 1976/77 · 1977/78 · 1978/79 · 1979/80 · 1980/81 · 1981/82 · 1982/83 · 1983/84 · 1984/85 · 1985/86 · 1986/87 · 1987/88 · 1988/89 · 1989/90 · 1990/91 · 1991/92 · 1992/93 · 1993/94 · 1994/95 · 1995/96 · 1996/97 · 1997/98 · 1998/99 · 1999/00 · 2000/01 · 2001/02 · 2002/03 · 2003/04 · 2004/05 · 2005/06 · 2006/07 · 2007/08 · 2008/09 · 2009/10 · 2010/11 · 2011/12 · 2012/13 · 2013/14 · 2014/15 · 2015/16 · 2016/17 · 2017/18 · 2018/19 · 2019/20 · 2020/21 · 2021/22 · 2022/23 · 2023/24 · 2024/25